# Radava
Radava este o comună slovacă, aflată în districtul Nové Zámky din regiunea Nitra. Localitatea se află la altitudinea de 142 m deasupra n.m., se întinde pe o suprafață de 7,54 km2 și în 2017 număra 755 de locuitori.

## Istoric
Localitatea Radava este atestată documentar din 1237.

## Demografie
| An:                | 1994 | 2004    | 2014   | 2024   |
| ------------------ | ---- | ------- | ------ | ------ |
| Număr de persoane: | 960  | 853     | 778    | 740    |
| Diferență:         |      | −11,14% | −8,79% | −4,88% |

| An:                | 2023 | 2024   |
| ------------------ | ---- | ------ |
| Număr de persoane: | 737  | 740    |
| Diferență:         |      | +0,40% |